# Football Club Cattolica 1984-1985
Questa voce raccoglie le informazioni riguardanti il Football Club Cattolica nelle competizioni ufficiali della stagione 1984-1985.

## Rosa
| N. |                   | Ruolo | Calciatore         |
| -- | ----------------- | ----- | ------------------ |
|    | Italia (bandiera) |       | Alessandroni       |
|    | Italia (bandiera) | C     | Roberto Avanzolini |
|    | Italia (bandiera) | C     | Mario Bianchini    |
|    | Italia (bandiera) | A     | Battista Bisacchi  |
|    | Italia (bandiera) | C     | Paolo Di Loreto    |
|    | Italia (bandiera) | C     | Giacomo Faraoni    |
|    | Italia (bandiera) | A     | Davide Farneti     |
|    | Italia (bandiera) | D     | Mauro Gabellini    |
|    | Italia (bandiera) | D     | Raffaele Garattoni |
|    | Italia (bandiera) | C     | Gabriele Genghini  |
|    | Italia (bandiera) |       | Iannece            |

| N. |                   | Ruolo | Calciatore             |
| -- | ----------------- | ----- | ---------------------- |
|    | Italia (bandiera) |       | Imparato               |
|    | Italia (bandiera) |       | Isoldi                 |
|    | Italia (bandiera) |       | Laino                  |
|    | Italia (bandiera) | D     | Gilberto Marcantognini |
|    | Italia (bandiera) | P     | Pietro Martini         |
|    | Italia (bandiera) | C     | Emmanuele Misturi      |
|    | Italia (bandiera) | D     | Ivan Moretti           |
|    | Italia (bandiera) | P     | Andrea Muccioli        |
|    | Italia (bandiera) | D     | Werner Seeber          |
|    | Italia (bandiera) | C     | Emmanuele Tolin        |
|    | Italia (bandiera) | C     | Otello Tonti           |